# رقابت‌پذیری
رقابت‌پذیری به معنای توانایی و عملکرد یک شرکت، یک بخش اقتصادی یا یک کشور در فروش و عرضه کالا و خدمات در یک بازار در مقایسه با دیگر شرکت‌ها، زیر بخش‌ها، و کشورهای حاضر در همان بازار است.
این اصطلاح همچنین برای بازارها نیز استفاده می‌شود که اشاره به میزان رقابت‌پذیر بودن ساختار بازار دارد. باید توجه شود که رقابت‌پذیر بودن یک بازار ارتباطی به رقابت‌پذیری شرکت‌های حاضر دراین بازار ندارد. رقابت‌پذیری «توانایی افزایش سهم بازاری و یا سوددهی و ماندن در صحنه رقابت جهانی برای یک دوره طولانی» است. از این تعریف می‌توان سه نکته زیر را مورد تاکید قرار داد.
1- رقابتپذیری تنها به افزایش سهم از بازار محدود نشده و بحث سودآور بودن نیز از اهمیت بالایی برخوردار است؛
2- دستیابی به رقابتپذیری به تنهایی نمیتواند مبین شرایط بهینه باشد، بلکه حفظ شرایط رقابتپذیر است که از اهمیت برخوردار است.
3- رقابت‌پذیری یک بنگاه منتج از توانمندی (دارایی و قابلیت‌ها) و سیاست‌ها و روندها است.

## رقابت‌پذیری ملی

شاخص رقابت‌پذیری جهانی (۲۰۰۹-۲۰۱۰): رقابت‌پذیری یک از مهم‌ترین شاخصی‌ها برای تشخصی عملکرد مناسب یک کشور در تجارت بین‌المللی است.

در سال‌های اخیر، مفهوم رقابیت پذیری ملی به عنوان یکی از شاخص‌های اصلی پیشرفت اقتصادی مطرح شده‌است. رقابت پذیری در حالی که محدودیت‌ها و چالش‌های به وجود آمده در مسیر رقابت در بازارهای جهانی را نمایان می‌کند، محدودیت‌های مالی دولت در بودجه‌بندی و چالش‌های بخش خصوصی در رقابت در بازارهای داخلی و بین‌المللی را نیز ارزیابی می‌کند. در گزارش جهانی رقابت‌پذیری (انگلیسی: Global Competitiveness Report) مجمع جهانی اقتصاد، رقابت پذیری به عنوان «مجموعهٔ نهادها، سیاست‌ها و عواملی که سطح تولید یک کشور را تعیین می‌کند» تعریف کرده شده‌است.